# Острови Чинча
Острови Чинча (ісп. Islas Chincha) — група із трьох невеликих островів за 21 км від південно-західного узбережжя Перу, неподалік від міста Піско. Острови були відомі багатими покладами гуано, однак до 1874 року вони були практично повністю вичерпані.
Острови складаються гранітами, береги обривисті, на прибережних скелях гніздиться безліч морських птахів. Два крупніших острови, Північний Чинча (Isla Chincha Norte) і Центральний Чинча (Isla Chincha Centro), мають десь 1300 м завдовжки і до 900 м завширшки; Північний Чинча підіймається з океану на висоту до 34 м. Третій острів, Південний Чинча (Isla Chincha Sur), має вдвічі меншу площу, ніж його сусіди, і розмір приблизно 800 на 600 м.
Десь із 1000 н. е. острови, як і узбережжя неподалік, населяли індіанці Чинча, приблизно в 1476 році їх звідси витіснили інки. Острови зберегли дуже мало свідоцтв присутності доколумбових жителів.
Острови набули величезного господарського значення у XIX сторіччі, коли на них було знайдено дуже багаті поклади гуано, потужність яких подекуди сягала 30 м. Перу почала розробку родовищ у 1840 році; в середині XIX сторіччя гуано, що добувалося на островах, було основною статтею перуанського експорту і приносило більшу частину державного доходу.
Захоплення островів іспанським флотом 14 квітня 1864 року стало початком Іспано-південноамериканської війни, яка тривала до 1866 року.
Починаючи з 1874 року запаси гуано на островах почали вичерпуватись, а з початку XX сторіччя гуано втратило свою цінність через появу синтетичних мінеральних добрив.